# Le Deuxième Acte
Le Deuxième Acte è un film del 2024 montato, fotografato, scritto e diretto da Quentin Dupieux. 

## Trama
Florence è determinata a presentare l'uomo dei suoi sogni, David, a suo padre Guillaume. Tuttavia, David non condivide i sentimenti di Florence ed escogita un piano per dissuaderla dai suoi propositi spingendola verso Willy, un amico comune. I loro destini si incrociano in un ristorante nel mezzo del nulla, dove si scopre che tutti e quattro sono degli attori impegnati nelle riprese di un film girato da un'AI.

## Produzione
Le riprese del film si sono svolte dal 4 al 22 dicembre 2023 nel Périgord, in gran parte in un aeroporto privato a Condat-sur-Vézère, convertito a ristorante dagli scenografi nel corso di un mese. Tutta la produzione del film è avvenuta nel più completo segreto, sotto il titolo di lavorazione di À notre beau métier (lett. "Al nostro bel mestiere"). Nemmeno il proprietario dell'aeroporto era a conoscenza di quali attori recitassero nel film.

## Distribuzione
Il film è stato presentato in anteprima il 14 maggio 2024 al 77º Festival di Cannes, di cui era il film d'apertura, venendo distribuito nelle sale cinematografiche francesi a partire dallo stesso giorno.

## Accoglienza

### Incassi
Il film ha incassato poco più di 3,7 milioni di dollari.

### Critica
Il critico cinematografico Simone Emiliani di Sentieri selvaggi lo ha descritto come «un film lucidissimo [...] che delinea il possibile folle futuro del cinema».